# Namibija
Namibija je država u južnoj Africi na obali Atlantskog oceana. Graniči na sjeveru s Angolom, na sjeveroistoku sa Zambijom, na istoku s Bocvanom, te na jugu s Južnoafričkom Republikom. 
Namibija je postala neovisna od Južne Afrike 1990. i spada među mlađe svjetske države.

## Povijest
Od najranijih vremena sušna područja Namibije nastanjivali su Bušmani, Damare i Name. U 14. stoljeću započelo je doseljavanje Bantua sa sjevera, a Europljani nisu detaljnije istražili ovo područje sve do 19. stoljeća kada je zemlja potpala pod njemačku upravu pod imenom "Njemačka Jugozapadna Afrika", osim područja luke Walvis Bay koja je bila pod kontrolom Velike Britanije. Južna Afrika je okupirala koloniju u vrijeme Prvog svjetskog rata i upravljala njome kao mandatnim područjem Lige naroda do Drugog svjetskog rata kada ju je jednostrano pripojila.
Godine 1966. marksistička gerilska Narodna organizacija Jugozapadne Afrike (South-West Africa People's Organisation, SWAPO) započela je rat za neovisnost područja koje je uskoro nazvano Namibija, ali tek 1988., Južnoafrička Republika pristaje okončati svoju upravu u skladu s mirovnim planom Ujedinjenih naroda. Namibija je stekla neovisnost 1990., a 1994. povratila je i luku Walvis Bay. Prvi predsjednik je bio Sam Nujoma.

## Politika
Namibijski šef države je predsjednik, izabran na općim izborima s petogodišnjim mandatom. Na čelu vlade je premijer kojeg, zajedno s kabinetom, imenuje predsjednik. SWAPO, koji se nakon neovisnosti udaljio od svojih marksističkih korijena, još uvijek je najveća politička stranka.
Dvodomni parlament Namibije sastoji se od Narodnog vijeća koje ima 26 zastupnika, po 2 iz svakog regionalnog vijeća, izabranih na 6 godina i Narodne skupštine sa 78 zastupničkih mjesta, od kojih se 72 popunjavaju općim izborima, a 6 zastupnika imenuje predsjednik. Svi oni imaju petogodišnji mandat.
Zakonodavna uloga pripada Narodnoj skupštini, dok vijeće ima uglavnom savjetodavne funkcije. Ustav iz 1990. je među prvima uključivao odredbe o zaštiti prirode. Najviše sudbeno tijelo je Vrhovni sud, čije suce imenuje predsjednik na prijedlog Povjerenstva za sudačku službu.

## Zemljopis
Najveći dio reljefa Namibije čini središnja uzvisina s najvišom točkom na planini Brandberg (2606 m). Središnja visoravan omeđena je na zapadu pustinjom Namib i obalnim nizinama, na jugu rijekom Oranje te na zapadu pustinjom Kalahari. Na sjeveroistoku se teritorij Nambije sužava u uski Caprivijev pojas, nazvan po njemačkom kancelaru koji je ishodio izlaz kolonije na rijeku Zambezi. Dio sjeverne granice Namibije prema Angoli čini rijeka Cunene.  
Tipovi klime u Namibiji variraju od pustinjske do suptropske; uglavnom je vruće i suho, a oborine su rijetke i neravnomjerno raspoređene. Hladna Benguelska struja, usmjerena prema sjeveru, smanjuje količine oborina. Osim glavnog grada Windhoeka u središtu zemlje, važniji su gradovi Walvis Bay, Swakopmund, Oshakati, Grootfontein, Tsumeb i Keetmanshoop.

## Gospodarstvo
Namibijsko gospodarstvo uvelike je ovisno o vađenju i preradi minerala za izvoz. Rudarstvo čini 20% BDP-a. Namibija je četvrta u Africi po izvozu negorivnih minerala i peta u svijetu po proizvodnji uranija. Zahvaljujući bogatim naplavnim nalazištima dijamanata zemlja je najveće svjetsko izvorište dijamantnog dragog kamenja. Namibija proizvodi i velike količine olova, cinka, kositra, srebra i volframa.
Oko polovice stanovništva živi od poljoprivrede (uglavnom nekomercijalne). Namibija ne zadovoljava vlastite potrebe za hranom, pa mora uvoziti. Iako je BDP po stanovniku pet puta veći od najsiromašnijih afričkih zemalja, većina Namibijaca živi u izrazitom siromaštvu zbog velike stope nezaposlenosti i neravnomjerno raspoređenog nacionalnog bogatstva. Namibijsko je gospodarstvo snažno povezano s južnoafričkim. Postignut je politički konsenzus o privatizaciji nekoliko velikih tvrtki u bliskoj budućnosti, što bi trebalo potaknuti dugoročne strane investicije.
BDP je za 2004. procijenjen na 7300 USD po stanovniku (mjereno po PPP-u).

## Stanovništvo
Većina stanovnika Namibije su crnci (87%), uglavnom iz naroda Ovambo koji čini oko polovicu stanovništva. U zemlji žive i velike skupine Nama i Bušmana koji se izgledom vrlo razlikuju od ostalih crnačkih naroda u Namibiji. Značajna je i grupa miješanih, tzv. "Rehobotski bastardi" (7%). Bijelaca je oko 6%, što je među najvećim udjelima u supsaharskoj Africi. Većina bijelaca i miješanih govori afrikans i južnoafričkog su podrijetla, a manji broj potječe iz Njemačke i Velike Britanije.
Iako je engleski službeni jezik, većina bijele populacije govori afrikans ili njemački koji su bili službeni do neovisnosti 1990. Jezik domaćeg stanovništva je ovambo ili neki od manjih jezika. Najbrojnija religija je kršćanstvo, a među kršćanima najviše je pripadnika Luteranske Crkve.

## Poveznice
- Nacionalni park Etosha
- Dodatak:Popis gradova u Namibiji
- Bantustan
- Frankie Fredericks
- Obala kostura

## Vanjske poveznice
- Missions Atlas Project Area of the World Country (Nammibija)  Arhivirana inačica izvorne stranice od 26. prosinca 2010. (Wayback Machine)
- - EMBASSY / PERMANENT MISSION OF THE REPUBLIC OF NAMIBIA in Austria